# Eduardo Catalano
Pour les articles homonymes, voir Catalano.
Eduardo Fernando Catalano (né le 19 décembre 1917 à Buenos Aires – mort le 28 janvier 2010 à Cambridge) est un architecte argentin.

## Floralis Genérica
Floralis Genérica est une sculpture métallique inaugurée le 13 avril 2002. Elle se trouve au centre d’un parc dans le quartier de la Recoleta, à Buenos Aires.

## Galerie

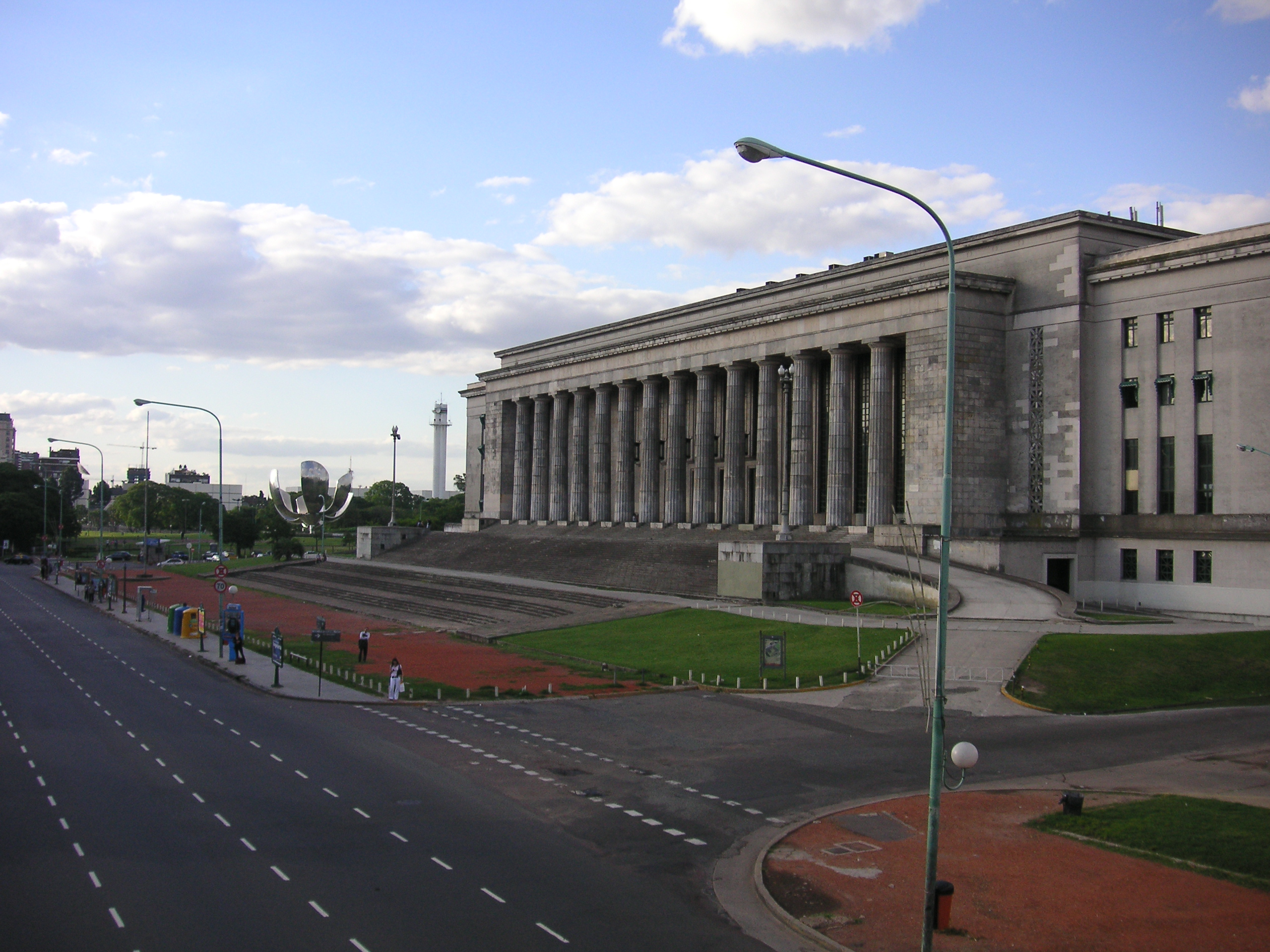
La faculté de droit de Buenos Aires avec Floralis Genérica en arrière-plan
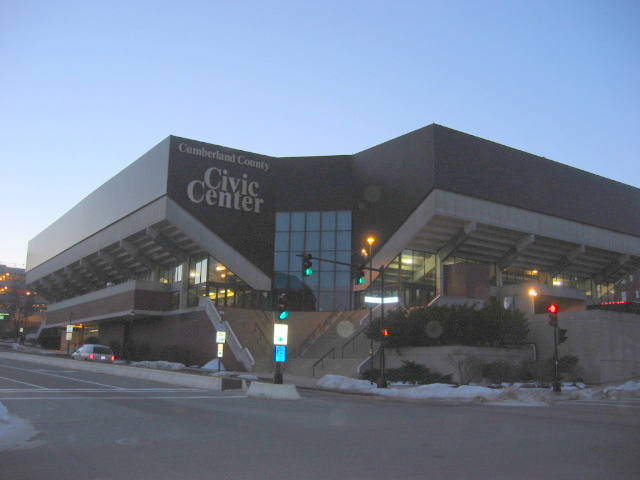
Cumberland County Civic Center
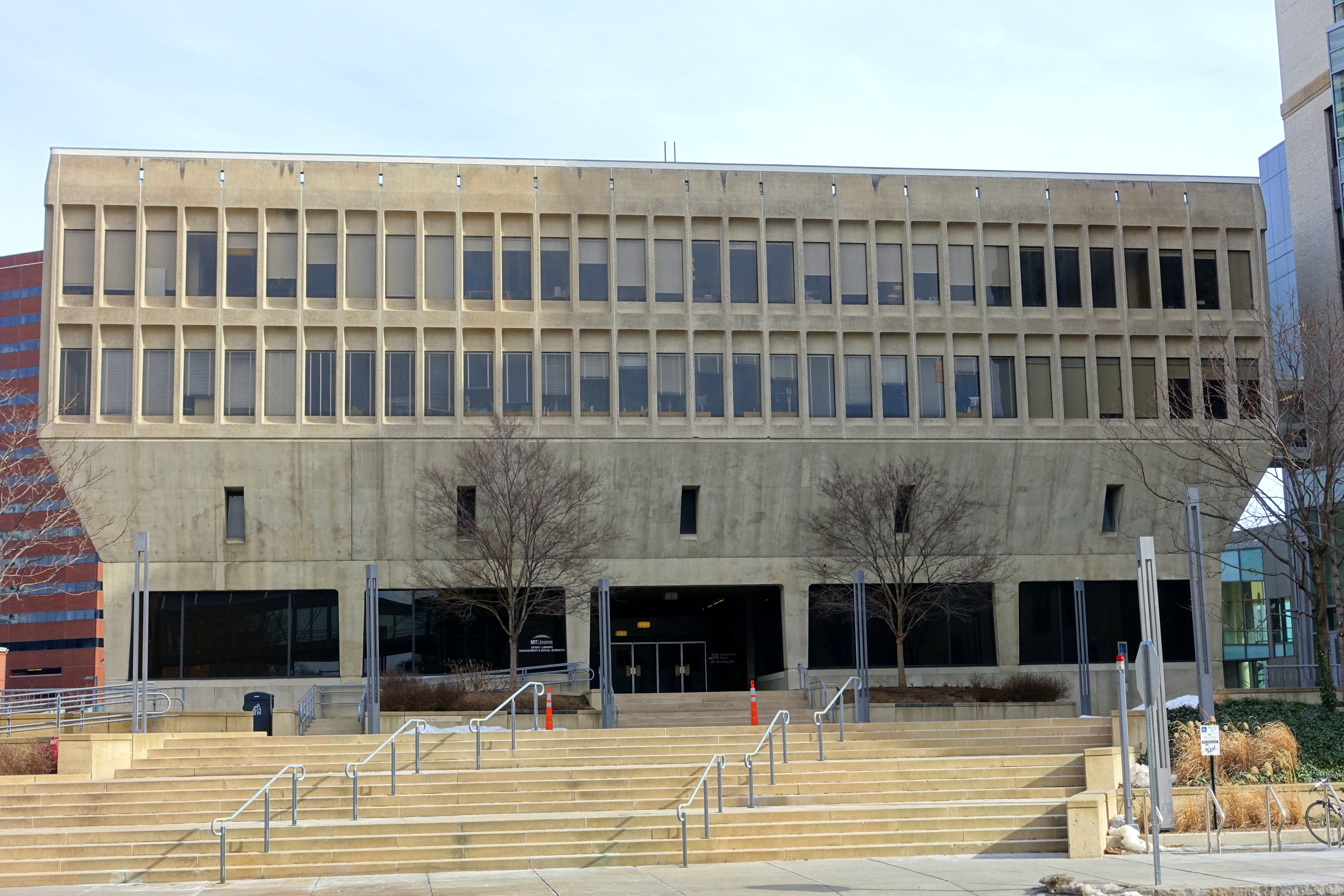
Grover M. Hermann Building, MIT
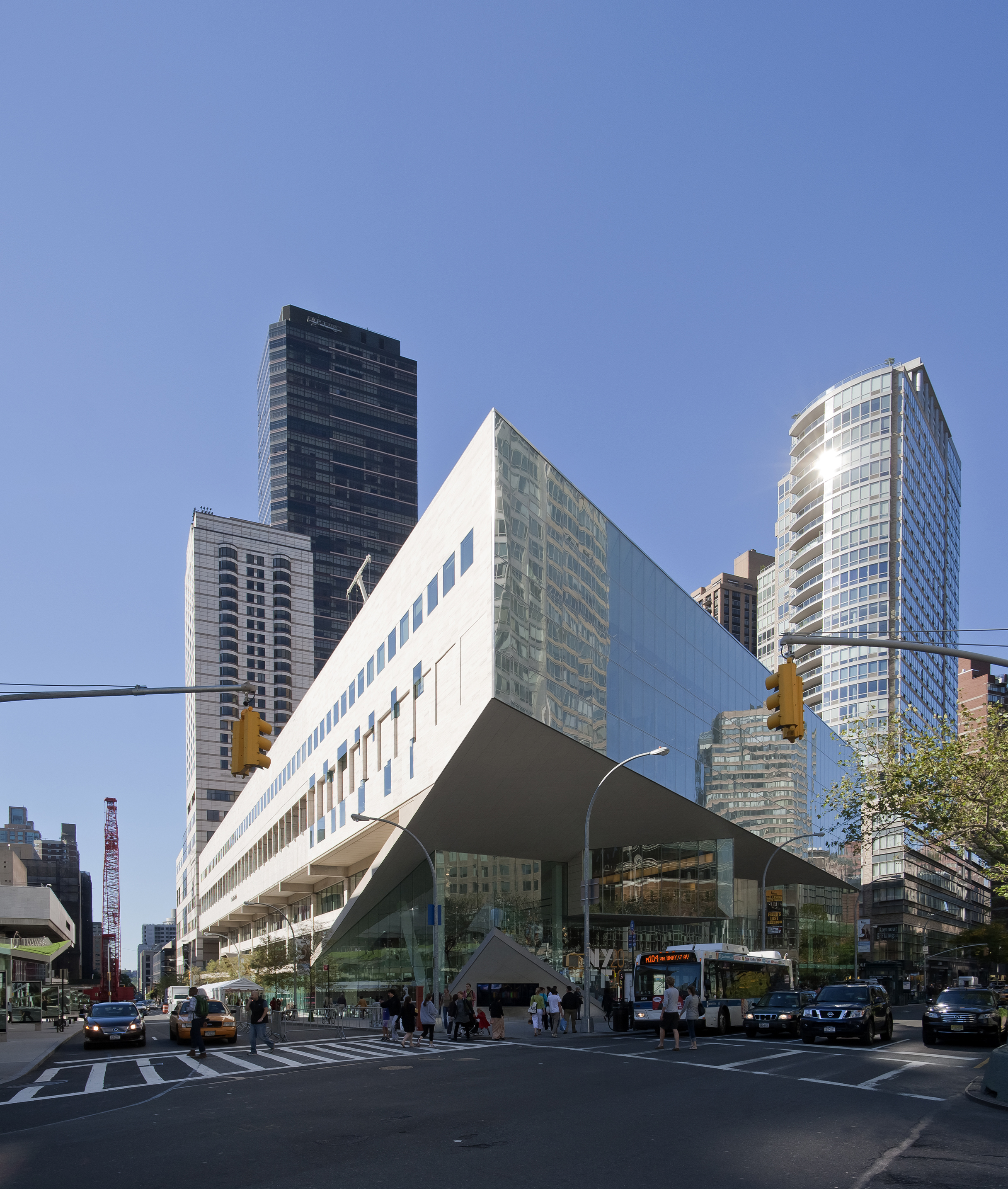
L’école de musique Juilliard

## Source
- (es) Cet article est partiellement ou en totalité issu de l’article de Wikipédia en espagnol intitulé « Eduardo Catalano » (voir la liste des auteurs).

1. ↑  « Eduardo Catalano Papers 1940-2017 » (consulté le 25 juin 2019)